# Ranunculus rigescens
Ranunculus rigescens Turcz. ex Ovcz. – gatunek rośliny z rodziny jaskrowatych (Ranunculaceae Juss.). Występuje naturalnie w Rosji (na Syberii), Mongolii oraz Chinach (w regionach autonomicznych Mongolia Wewnętrzna i Sinciang). 

## Morfologia
PokrójBylina o lekko owłosionych pędach. Dorasta do 15–25 cm wysokości.
LiścieSą dłoniastozłożone. W zarysie mają kształt od sercowato okrągłego do sercowato pięciokątnego, złożone z prawie lancetowatych segmentów. Mierzą 1–2 cm długości oraz 1,5–3 cm szerokości. Nasada liścia ma sercowaty kształt. Ogonek liściowy jest nagi lub lekko owłosiony i ma 3–8,5 cm długości.
KwiatySą pojedyncze. Pojawiają się na szczytach pędów. Mają żółtą barwę. Dorastają do 20 mm średnicy. Mają 5 owalnych działek kielicha, które dorastają do 3–5 mm długości. Mają 5 odwrotnie owalnych płatków o długości 10 mm.
OwoceNagie niełupki o odwrotnie jajowatym kształcie i długości 1–2 mm. Tworzą owoc zbiorowy – wieloniełupkę o jajowatym kształcie i dorastającą do 6–9 mm długości.

## Biologia i ekologia
Rośnie na łąkach. Występuje na wysokości do 700 m n.p.m. Kwitnie od maja do lipca. 